# Comté de Savoie
Pour les articles homonymes, voir Savoie (homonymie).
Fin Xe siècle/début du XIe siècle – 1416
(413 ans)
Entités précédentes :
- Royaume des Deux-Bourgognes :
-  Maurienne
- Belley
- Tarentaise
- Sermorens
- Aoste
- Novalaise
- Chablais
- Francie occidentale :
- Bresse
- Francie médiane :
- Ain
- Saint-Empire :
-  Viennois
- Comté de Genève
- Faucigny
- Vaud
- Royaume d'Italie :
- Marche de Turin
-  Marche de Suze
- Marche d'Ivrée
- République de Gênes :
- Nice

Entités suivantes :
- Saint-Empire :
-  Duché de Savoie

Le comté de Savoie est un comté féodal, faisant suite à une ancienne division de la Sapaudia et du royaume de Bourgogne. Il est ensuite une principauté du Saint-Empire romain germanique, à partir du XIe siècle. En 1365, le comte de Savoie reçoit le titre de « vicaire perpétuel et héréditaire » pour la Savoie de Charles IV du Saint-Empire. L'empereur Sigismond Ier érige le comté de Savoie en duché le 19 février 1416.
Il correspond à la province savoyarde de la Savoie Propre, créée au XVIIIe siècle.

## Géographie

### Situation
Le comté de Savoie est issu du fractionnement de la Sapaudia gallo-romaine, puis de la Saboia carolingienne,.
Ce territoire est souvent confondu avec ce que l'on nomme les États de Savoie, l'ensemble des possessions appartenant aux comtes Humbertiens, futurs comtes de Savoie. Ce territoire bien plus étroit est situé sur les deux rives de la vallée de l'Isère entre la cité de Conflans et Chapareillan (Dauphiné), et remontant le val du Bourget jusqu'au lac, avec pour limites septentrionales Aix et Pugny-Chatenod, ainsi que les Bauges suivant le col de Plainpalais, et le col de Tamié,. Il correspond donc aux vallées et leurs contreforts de l'actuelle Combe de Savoie, du Val du Bourget et des Marches.

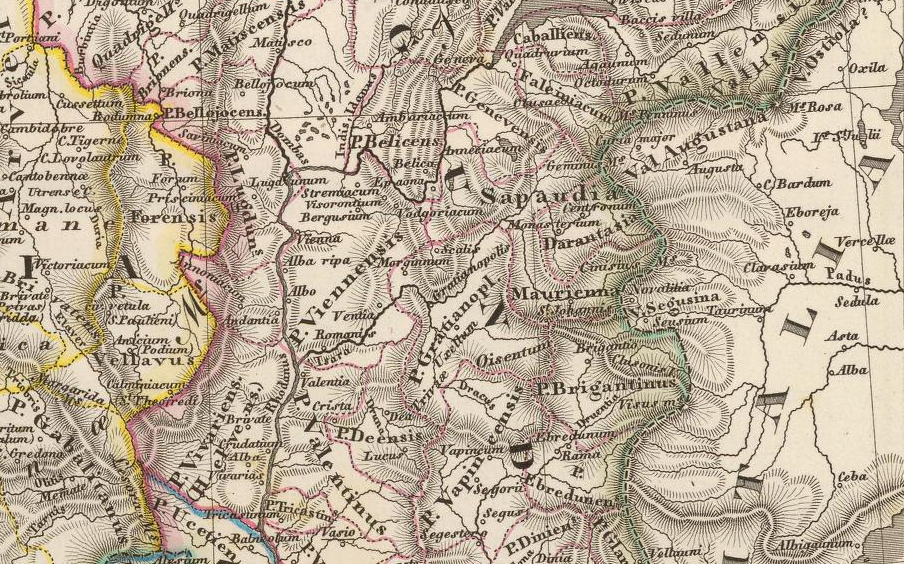
Pagus Savogensis (la Sapaudie ou la Savoie propre) sous l'époque carolingienne (VIIIe siècle) et les pagi voisins

Le futur comté de Savoie est en contact :
- à l'ouest avec le pagus Bellicensis (le Bugey et le diocèse de Belley) ;
- à l'est avec le pagus Genevensis (le comté de Genève et l'évêché de Genève) et le pagus Tarentasia (la vallée de la Tarentaise et son archevêché) ;
- au sud-est avec le pagus Maurianensis (le comté de Maurienne et son diocèse), toutes anciennes partie de la Saboia et
- plus au sud, avec le pagus Gratianopolitanus (Dauphiné autour de Vienne)[4].

Le territoire se situe sur les principaux axes reliant les grandes cités régionales que sont Vienne, Grenoble, Lyon et Genève et lui conférant ainsi un intérêt stratégique. Sa situation lui permet également de contrôler la confluence entre les vallées de l'Arc et de l'Isère, soit l'un des axes entre le royaume voisin de France et la péninsule italienne.
La titulature des comtes varie selon les périodes, entre comte en Maurienne (au XIe siècle) et comte de Savoie (au cours du XIIe siècle), ce dernier s'impose à partir du XIIIe siècle. Cette évolution donne une autre dimension géographique à ce comté, notamment en raison de la politique comtale de contrôle de terres au-delà des limites des anciens pagus.

### Composantes

#### Territoire duXIeauXIIesiècle
Les territoires ainsi contrôlés par les Humbertiens pour la période du XIe au XIIe siècle sont :
- le comté de Savoie, la place forte de Montmélian ;
- le comté de Maurienne, avec Charbonnières (Aiguebelle) ;
- la Terre de Novalaise ;
- le comté de Sermorens ;
- le comté de Belley, avec Cornillon ;
- le Chablais ;
- comté d'Aoste ;
- comté de Viennois (d'Albon) ;
- marquisat d'Italie dit marquisat de Suse, avec Ivrée et Pignerol, le château de Veillane.

Ils ont également une influence sur les territoires voisins de par leurs possessions propres ou leur rôle de puissance régionale : Valais, Vaud, comté de Tarentaise, comté de Genève, baronnie de Faucigny ou encore la seigneurie de Thoire Villars.

#### Territoire au début duXIVesiècle
En début du XIVe siècle, le comté s'organise autour de bailliages suivants :
- Savoie, avec la forteresse de Montmélian, qui comprend la Savoie Propre, la Maurienne et la Tarentaise, appartenant au département de la Savoie ;

- Novalaise, avec Voiron[8], correspondant aux parties nord des départements de la Savoie (Avant-Pays savoyard) et de l'Isère, et la partie sud-est de l'Ain. À la suite des traités de 1355, puis 1377, le bailliage est démembré puis fondu dans celui du Bugey[9] ;
- Viennois, avec Saint-Georges-d'Espéranche, comprenant une partie du département de l'Isère ;
- Val d'Aoste, avec Aoste, comprenant l'actuelle « Région autonome de la Vallée d'Aoste » ;
- Val de Suse, avec Suse ;
- Chablais (et Genevois), avec Chillon, Saint-Maurice ou Évian selon les périodes, correspondant à la partie nord du département de la Haute-Savoie, ainsi qu'une partie des cantons suisses de Genève, de Fribourg, du Valais et de Vaud. L'administration savoyarde du Pays de Vaud se mue en un bailliage (vers 1261-1536), avec Moudon, correspondant à une partie des cantons de Fribourg et de Vaud ;
- Bresse, dont le siège se trouve à Bourg, il correspond à la partie occidentale de l'actuel département de l'Ain ;
- Bugey, avec à Rossillon ou Saint-Germain d'Ambérieu (Ambérieu-en-Bugey), correspondant à la partie orientale de l'Ain ;

Auxquels s'ajoutent les possessions sur le versant italien : Pignerol, Turin, Ivrée, etc.

## Histoire
Six actes, provenant des cartulaires de Notre-Dame de Grenoble, de Saint-Martin de Savigny et de Saint-Maurice de Vienne, ainsi que les chartriers du prieuré du Bourget et de l'abbaye de Novalaise, mentionnent ce territoire entre la fin du Xe siècle et 1036. Cependant, l'appellation diffère selon les documents. On trouve ainsi les mentions de ager Savogensis, de pagus Savogensis ainsi que comitatus Savogensis,. Toutefois, les premières mentions du territoire, sans parler de comté, remontent au VIIIe siècle dans le testament du patrice Abbon (en 739) puis dans Divisio regnorum ou Divisio imperii de Charlemagne (en 806). Dans ce dernier document, la vaste Saboia carolingienne se confond avec le pagus plus petit du XIe siècle. Dans la donation de Lothaire II à sa femme Ermengarde, en 866, aucune mention directe au pagus n'est faite si ce n'est celles de cités (Chavord, Lémenc et Aix). Cela pourrait indiquer que l'ensemble appartient à l'empereur Louis. Ce territoire est donc réduit à une petite partie de l'ancien décanat de Savoie, regroupant les mandements d'Aix, de Chambéry, de Montmélian et de La Rochette. Le décanat dépendait de l'évêché de Grenoble, dans le Dauphiné. La Savoie est ainsi une principauté d'Empire,
D'après Léon Menabrea, le pagus compterait pas moins d'une soixantaine de feudataires,. Les deux familles les plus puissantes du comté sont les vicomtes de Chambéry, qui contrôlent les terres entre Aix et Saint-Cassin, soit le carrefour des routes en provenance des cités de Grenoble, Vienne, Lyon et Genève, et les Miolans, qui de leur château dominent la confluence de l'Arc et de l'Isère. Cette famille possède d'ailleurs le château de Charbonnières en Maurienne, qui sera l'un des centres politiques de la future maison de Savoie. Toujours d'après Ménabréa, le comté de Savoie n'appartient pas directement à Humbert aux Blanches Mains, comme souvent prétendu ; l'évêque de Grenoble y jouit aussi de prérogatives. L'étude plus récente du comté, par Bernard Demotz, démontre que Humbert est qualifié en 1003 de comte, sans mention, mais détenant des droits dans le comté de Savoie, en raison de sa proximité avec la reine de Bourgogne Hermengarde ou Ermengarde.

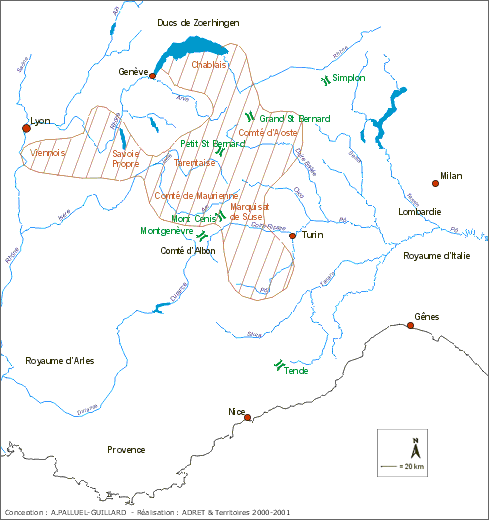
Le comté de Savoie aux 12e-13e siècles.

À la fin du XIIe siècle, en son début de règne, le comte Thomas Ier hérite d'un vaste territoire, presque compact, à cheval sur les Alpes et dont ses ancêtres ont assuré le contrôle grâce à un peu plus d'une vingtaine de places fortes. La place de Rossillon garde le Bugey, ainsi que les châteaux d'Angeville (Lompnes) et de Virieu-le-Grand, le reste du territoire étant placé sous l'autorité des vassaux, la famille de Beaujeu et peut-être celle des Seyssel. Sur le Rhône, Pierre-Châtel, Yenne, et peut-être Tolvon (à proximité de Voiron), contrôlent les différents passages. Les routes et ponts de l'avant-pays savoyard — la Novalaise — permettant de rejoindre Chambéry et la Savoie Propre, sont eux aussi sous la coupe des comtes de Savoie aux points stratégiques que sont Les Échelles, ainsi que Saint-Laurent-du-Désert et Saint-Genix sur le Guiers. D'ailleurs, dans le comté de Savoie, les comtes prennent soin de la citadelle de Montmélian, capitale tant militaire qu'administrative du comté, qui domine le passage entre les grandes vallées intra-alpines et le Dauphiné voisin. Dans le massif voisin des Bauges, le contrôle est assuré par la place du Châtelard. Face au comté de Genève, Ugine se trouve aux débouchés du Val d'Arly et de la cluse de Faverges, complété en aval par Tournon. Dans la vallée de Maurienne, berceau de la famille, le château d'Hermillon est le centre du comté et le passage par le col du Mont-Cenis est sous leur protection direct. De l'autre côté, en Val de Suse, les comtes détiennent depuis Adélaïde de Suse, les châteaux d'Aveillane et de Suse. En Tarentaise, si le comté est placé sous l'autorité des archevêques indépendants et placés directement sous l'autorité impériale, les comtes possèdent les châteaux de Charbonnières à Aiguebelle, de Melphe à Salins et détiennent le haut de la vallée avec la Val d'Isère, permettant l'accès au col du Petit-Saint-Bernard (Colonne de Joux) et au val d'Aoste. Au-delà du col, la domination de la vallée repose sur la mainmise sur les châteaux de Châtel-Argent et de Challant (château de Ville), permettant aussi de rejoindre la Valdigne. Enfin, dans la plaine du Piémont, les places fortes de Pérouse et de Miradol terminent le quadrillage de ces États contrôlés par la maison de Savoie. Il semble, par ailleurs, que les comtes à cette période possède toujours une seigneurie en Viennois avec Saint-Symphorien-d'Ozon.
Le comte Thomas Ier et ses successeurs tentent de maintenir cette unité et d'étendre leur pouvoir sur les cols voisins du Jura ou des Alpes du Sud. Cependant, ils se trouvent à proximité de maisons tout aussi puissantes : en Bugey et en Bresse, les seigneurs de Thoire et Villars ; enclavés, les comtes de Genève et leurs alliés, les maisons de Gex et du Faucigny, et à l'Ouest les comtes d'Albon puis dauphins de Viennois.
En 1365, le comte Amédée VI de Savoie obtient le titre de « vicaire perpétuel et héréditaire » pour la Savoie, de l'empereur Charles IV,. Il est désormais le représentant régional du pouvoir impérial (vicarii imperii, Reichsvikar),. Son pouvoir s'étend sur les territoires des diocèses de Sion, Lausanne, Genève (qui se déroba vite), Aoste, Ivrée, Turin, Maurienne, Tarentaise, Belley, au comté de Savoie et aux terres qui en dépendant dans les diocèses de Lyon, Mâcon et Grenoble,.

## Organisation du comté

### Administration
Les comtes de Savoie s'entourent très rapidement de conseillers, généralement issus de la noblesse, et dans une moindre mesure des ecclésiastiques, il forme ainsi la Cour (curia comitis). Leur expertise intervient tant dans la gestion du comté, que dans les affaires féodales, de haute justice, des finances mais aussi de la diplomatie. Ils ont aussi un rôle lors de mariage ou encore pour remplacer le comte en cas d'absence.
Les règnes de Pierre II de Savoie (1263-1268), puis de son frère, Philippe Ier de Savoie (1268-1285) sont marqués notamment par un renforcement de la centralisation et de l'organisation de l'administration comtale. À leur suite, le comte Aymon créé en 1329 un « conseil résident » installé à Chambéry qui s'applique à régler les affaires de la justice courante.
À partir de la fin du XIIe siècle, les comtes de Savoie adoptent une gestion de leurs terres en se reposant sur les châtelains, qui jusqu'alors étaient des seigneurs, parfois vassaux du comte, et qui sont désormais des « officiers, nommés pour une durée définie, révocables et amovibles ». La première mention d'un châtelain se trouve dans le Val de Suse, vers 1170, avant de se développer dans la partie lémanique, puis se généraliser à l'ensemble du comté sous le règne du comte Pierre II de Savoie, qui avait adopté cette organisation pour ses terres personnelles. Ces hommes sont souvent choisis dans les familles de haute noblesse, souvent des cadets, ou de la haute bourgeoisie. Sous l'influence anglaise, ils vont adopter le système des bailliages qui regroupent un nombre de châtellenies plus ou moins grands avec à leur tête un bailli, qui réside dans la principale châtellenie à partir du XIIIe siècle,, au cours des années 1250-1260. Le rôle de châtelain explique en partie, mais cela évoluera dans le temps, que l'une d'entre-elles deviennent le centre du bailliage. En effet, le centre du bailliage dépend du personnage qui l'occupe. Les châtelains vont être secondés par des fonctionnaires spécialisés tels les lieutenants, les receveurs ou encore les juges au cours des siècles suivants.
Vers la fin du XIIIe siècle, les prémices d'une administration centralisée se mettent en place en parallèle du développement des officiers locaux (baillis, châtelains). Le médiéviste Guido Castelnuovo , dans une présentation du « gouvernement de la Principauté », distingue « le service personnel et courtisan », recevant telles ou telles charges (chambrier, boutellier, maréchal, membres de l'Hôtel), et « le service professionnel et administratif » (justice, finances et fiscalité, chancellerie).
En 1324, au lendemain de la mort du comte Amédée V, l'organisation du comté repose autour de 77 châtellenies, réparties entre huit bailliages : Savoie (ou Savoie Propre) (17), Novalaise (7), Viennois (10), Bresse (9), Bugey (6), Chablais (10), val d'Aoste (6), val de Suse (6). En 1343, le nombre de châtellenies passe à 94.
Du XIIIe au XIVe siècle, le bailliage de Savoie, appelé aussi Savoie Propre, compte parmi les principaux bailliages des États de Savoie avec comme chef-lieu Montmélian, qui « se posait là comme la clef des Alpes », (et non Chambéry). En effet, ce bourg possède une forteresse naturelle très vite transformée en citadelle, lui permettant de contrôler la combe de Savoie (débouché naturel de la Tarentaise et de la Maurienne), et au loin les Marches donnant accès au Dauphiné, ainsi qu'un pont sur l'Isère. Ce bailliage regroupe selon les périodes entre quatorze et dix-sept châtellenies.

### La justice
La justice du comté est rendue par un Conseil suprême composé de grands personnages issus de la noblesse, du clergé et d'hommes de loi (les jurisconsuls). Cette cour de justice est itinérante et suit les déplacements du prince. Durant le règne du comte Aymon, une cour permanente de justice est installée en 1329 à Chambéry, elle prend le nom de « Conseil souverain ». Celle-ci perdure avec l'érection du comté en duché, jusqu'à sa disparition en 1536.

### Organisation ecclésiastique
Du point de vue de l'organisation ecclésiastique, la partie Savoie propre correspond à l'ancien décanat de Saint-André ou de Savoie, qui recouvre une réalité géographique différente de la délimitation politique,. Il est l'une des quatre circonscriptions du diocèse de Grenoble,, constitué de 66 paroisses situées, selon un « pouillé de l'église de Grenoble dressé en 1497 »,, principalement en Savoie, ainsi que quelques-uns en Dauphiné (en Grésivaudan).
L'évêché, puis de l'archevêché de Tarentaise est une province ecclésiastique dont relèvent les évêques de Sion et d'Aoste. La partie nord du comté quant à elle relève du diocèse de Belley.

## Titre comtal
Bien que l'on associe les Humbertiens (XIe au XIIe siècles), à l'origine de la maison de Savoie, au titre de comte de Savoie, celui-ci n'est mentionné qu'à partir de 1143. Les comtes Humbertiens portaient au XIIe siècle le titre de Maurienne. Le titre de « comte de Savoie » est transmis, à partir du XIIe siècle, de façon héréditaire, de mâle en mâle et par ordre de primogéniture, au sein de la maison de Savoie, respectant ainsi la loi salique qui exclut les femmes. Le rôle de celles-ci, comme celui des bâtards, est très tôt pris en compte dans le règlement des successions du comté. Ceux-ci reçoivent généralement une terre en apanage ou un fief-lige
Au XIe siècle, les Humbertiens semblent posséder des droits sur le comes Savogensium ou Savogensis (comté de Savoie), ils ne commencent à porter le titre comtal qu'à partir du milieu du XIIe siècle. En effet, le titre apparaît pour la première fois en 1143, se substituant ou complétant celui de comte de Maurienne,, en même temps que l'utilisation de la croix sur la bannière. Cette dernière semble être une évocation de la croix portée par le saint patron du comté, Maurice d'Agaune.